# Faille Reigolil-Pirihueico
La faille Reigolil-Pirihueico est une faille géologique de second ordre située dans la cordillère des Andes chiliennes et argentines. Comme son nom l'indique, elle va de la vallée de Reigolil jusqu'au lac Pirihueico (en espagnol : Lago Pirihueico) l'un des sept lacs situés dans le Sud du Chili. Il s'agit d'un lac d'origine glaciaire dans les Andes alimenté par la rivière Fui. 

## Géographie

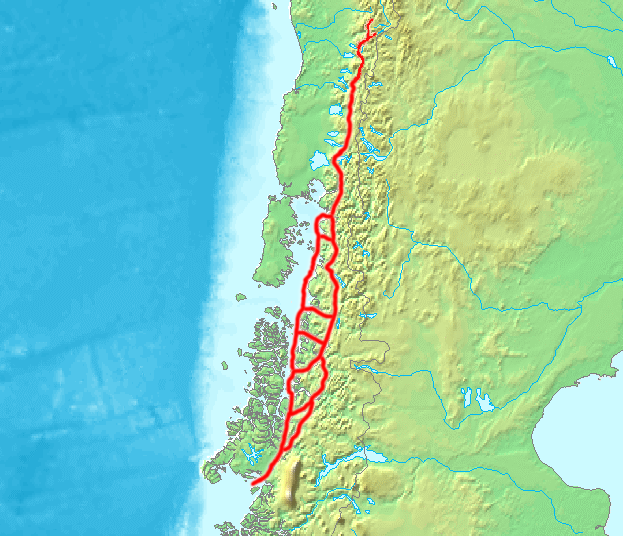
La faille Liquiñe-Ofqui, marquée en rouge.

La faille Reigolil-Pirihueico s'étend du nord au sud et est à peu près parallèle à la plus grande faille de faille Liquiñe-Ofqui une faille majeure qui parcourt  environ 1 000 km dans une direction nord-sud et présente une sismicité active, située à une distance de 15 km à 20 km, à l'ouest. Considéré comme une branche de la faille Reigolil-Pirihueico, elle longe la frontière entre le Chili et l'Argentine, dans laquelle se trouve une chaîne de volcans pliocéniques à quaternaires: les volcans  Pirihueico, Huanquihué, Quelguenco, Chihuío, et le Lanín, un stratovolcan qui se situe à la frontière du Chili et de l'Argentine à altitude de 3 747 mètres. Il fut découvert en 1782 par Basilio Villarino.

## Urbanisme
Géographiquement, la faille Reigolil-Pirihueico se situe principalement dans deux communes. La première est Panguipulli dont la population s'élevait à 32 963 habitants et sa superficie est de 591 km2 (densité de 56 hab./km2), située sur la rive occidentale du lac Panguipulli, elle est connue pour la beauté de son cadre naturel, d'où son surnom de ville des roses. L'autre commune est Curarrehue, en 2012, sa population  s'élevait à 7 035 habitants. Sa superficie est de 1 171 km2 (densité de 6 hab./km²),. 
Les populations situées au-dessus de la faille incluent également le village de Puerto Pirehueico qui se situe à l’est du lac Pirihueico, le long de la route 203-CH en direction du col de Huahum Pass, (espagnol : Paso Hua Hum) est un col international situé dans les Andes entre le Chili et l'Argentine. Il s’agit d’une station terminale du ferry qui traverse le lac qui relie Puerto Fuy, une ville de 391 habitants (recensement de 2002) située sur la rive ouest du lac Pirihueico, qui fait partie de la commune de Panguipulli.

## Tourisme
Le tourisme est importante activité dans la "Région des Lacs", la commune de Panguipulli est bien positionnée sur les marchés nationaux et internationaux. Il est possible de trouver des circuits autour des sept lacs, la route thermale, un couloir touristique qui commence au spa de Coñaripe située sur les rives du lac, et se termine dans la région de Liquiñe, également là où se situe la plus forte concentration de sources thermales du Chili.

## Galerie

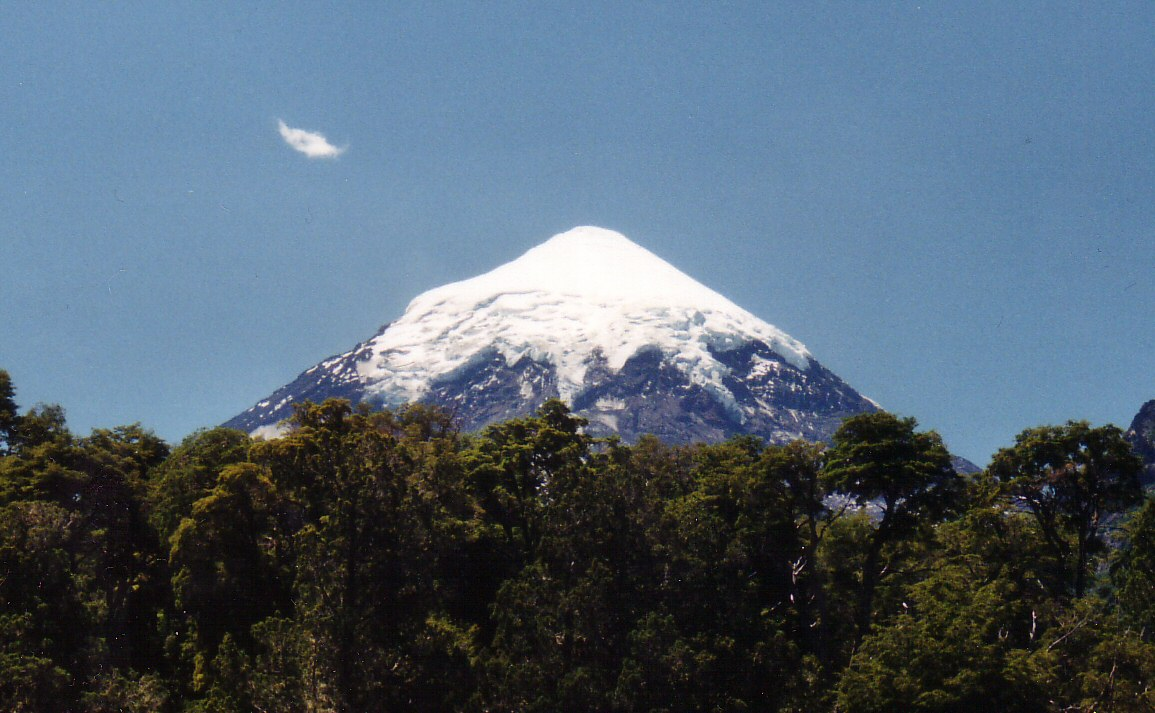
Volcan Lanin
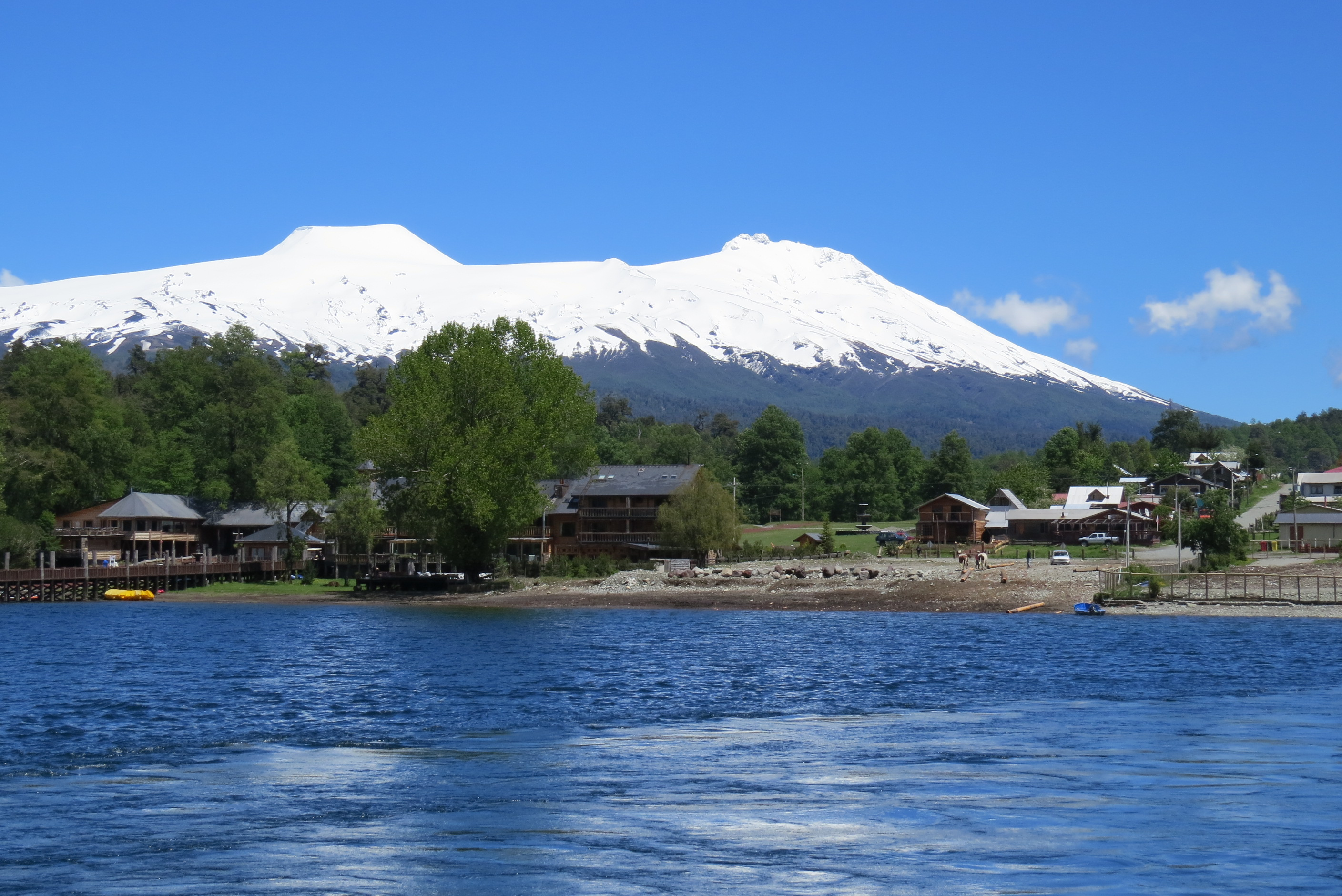
Puerto Fuy, région des rivières
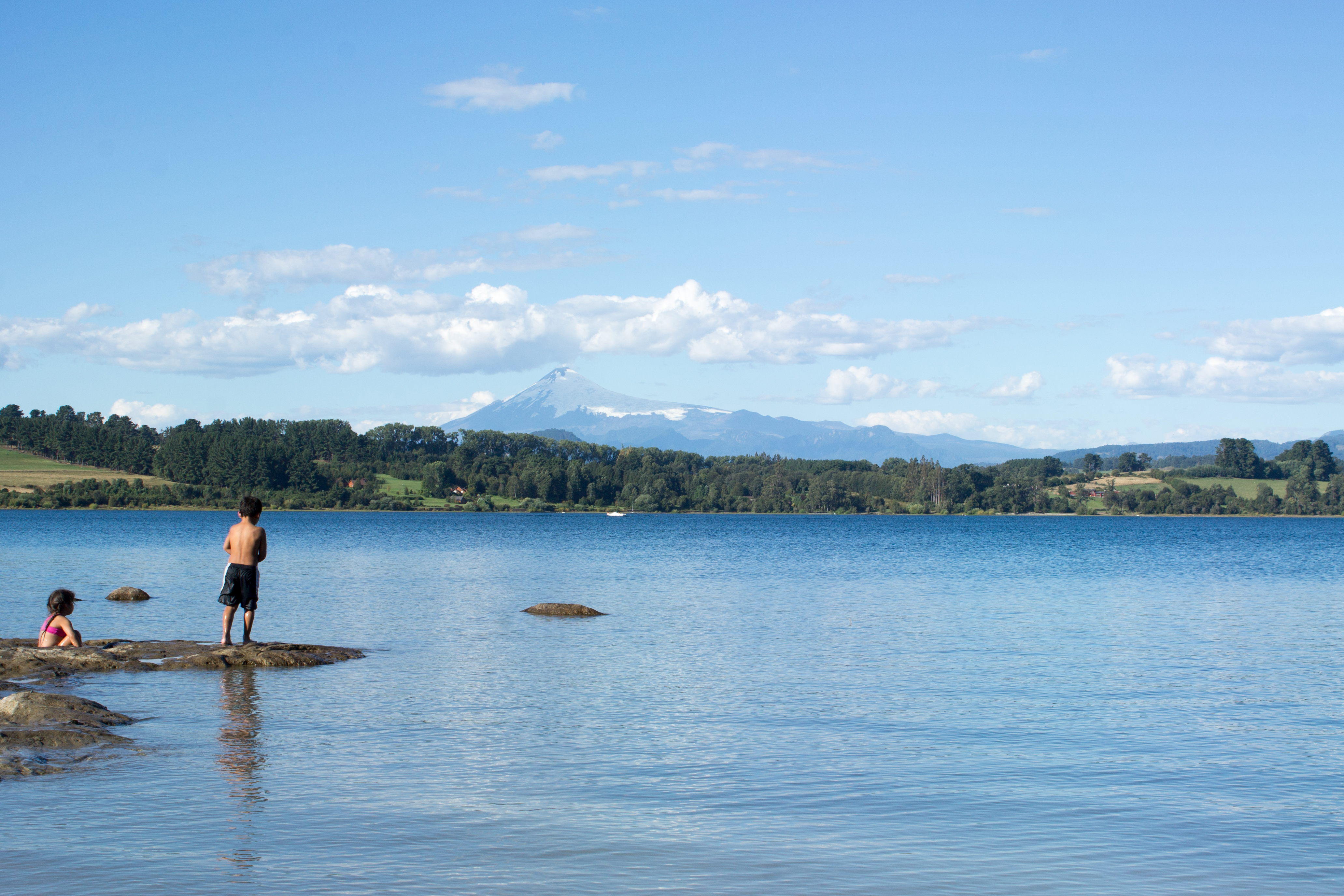
Lac Panguipulli
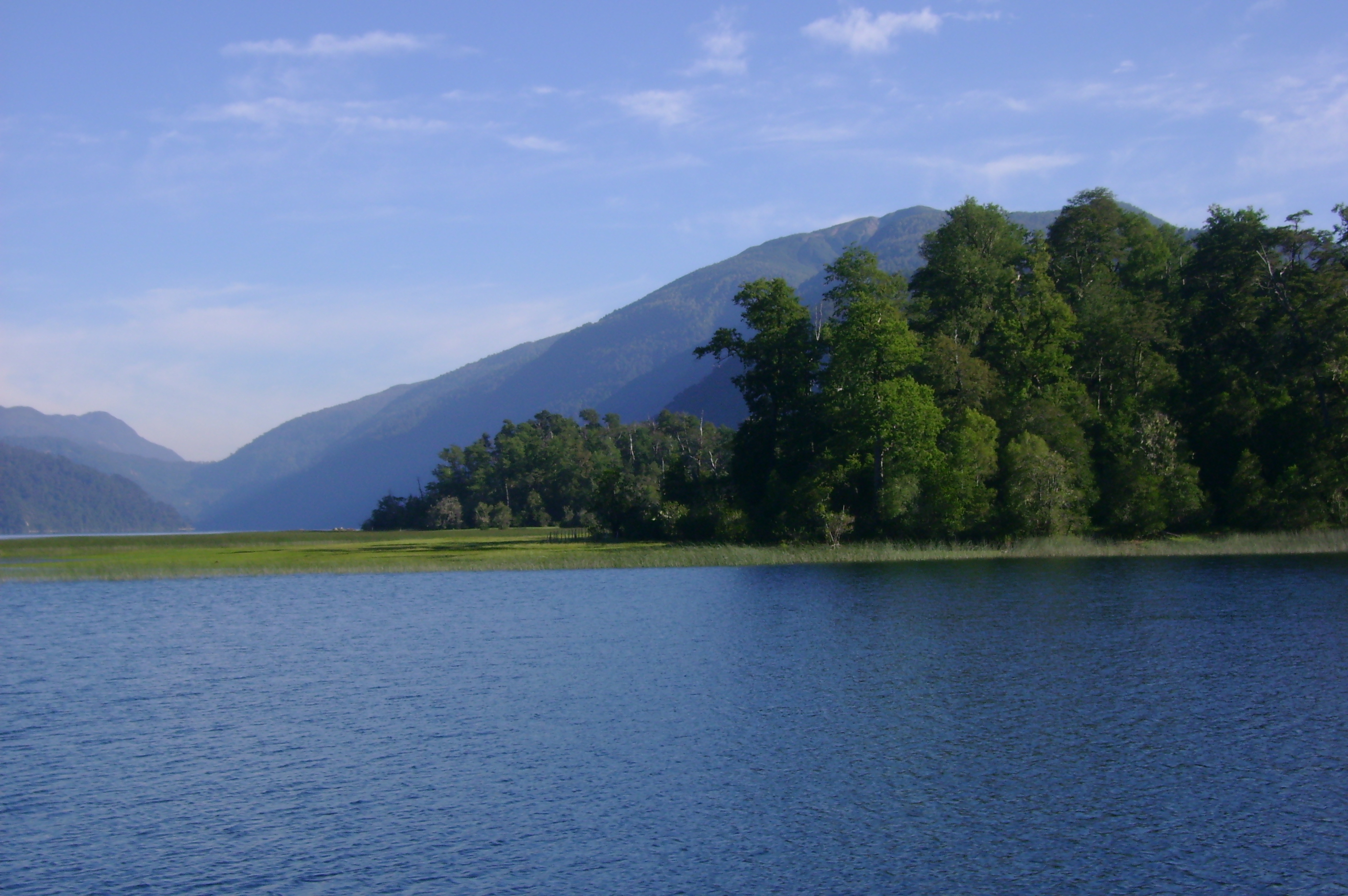
Lac Pirihueico